# Universidad Estatal de Alabama
La Universidad Estatal de Alabama (ASU, Bama State o Alabama State) es una universidad pública históricamente negra en Montgomery, Alabama. Fundada en 1867, durante la era de la Reconstrucción, fue una de las aproximadamente 180 " escuelas normales " establecidas por los gobiernos estatales en el siglo XIX para formar profesores para las escuelas públicas comunes en rápido crecimiento. Fue una de las 23 fundadas para capacitar a los afroamericanos para que enseñasen en escuelas segregadas. Algunas de las 180 cerraron, pero la mayoría expandió constantemente su función y se convirtieron en colegios universitarios estatales a principios del siglo XX y en universidades estatales a finales del siglo XX. La ASU es una escuela miembro del Thurgood Marshall College Fund.

## Historia
La Universidad Estatal de Alabama fue fundada en 1873 como la Escuela Normal Lincoln de Marion en Marion. En diciembre de 1874, la Junta Estatal aceptó la transferencia del título de la escuela después de que se aprobara un acto legislativo que autorizaba al estado a financiar una Escuela Normal y George N. Card fue nombrado rector. Así, en 1874, esta predecesora de la Universidad Estatal de Alabama se convirtió en la primera institución educativa para negros financiada por el estado en Estados Unidos. Esto inició la historia de ASU como una "universidad de profesores".
El segundo rector, William Burns Paterson, fue nombrado en 1878. Se le honra como fundador de la Universidad Estatal de Alabama y fue presidente durante 37 de los primeros 48 años de la escuela. Paterson desempeñó un papel decisivo en el traslado de la institución desde Marion a Montgomery, en 1887.
En 1887, la universidad abrió en su nueva ubicación en Montgomery, pero un fallo de la Corte Suprema del Estado de Alabama obligó a la escuela a cambiar su nombre; pasó a llamarse Escuela Normal para Estudiantes de Color. El campus fue elegido en 1889, aunque la preparación de los edificios en el lugar llevó un poco más de tiempo.
En las décadas siguientes, la Escuela Normal Lincoln se convirtió en una escuela secundaria y en 1928 se convirtió en una institución completa de cuatro años. En 1929 se convirtió en el State Teachers College; en 1948, pasó a llamarse Alabama State College for Negroes; y en 1954 se rebautizó como el Alabama State College. En 1969, la Junta Estatal de Educación, entonces órgano rector de la universidad, aprobó un nuevocambio de nombre: la institución se convirtió entonces en la Universidad Estatal de Alabama.
El decreto correctivo Knight vs. Alabama de 1995 transformó a ASU en una institución regional integral que allanó el camino para dos nuevos programas de pregrado, cuatro nuevos programas de posgrado, financiamiento y dotación de becas de diversidad, financiamiento para construir una instalación de ciencias de la salud de última generación y una asignación de renovación de instalaciones para renovar tres edificios existentes.
La emisora WVAS-FM se lanzó el 15 de junio de 1984 y emitió a 25.000 vatios de potencia desde el quinto piso del Centro de aprendizaje Levi Watkins durante dos años, antes de trasladarse a su ubicación actual en el Thomas Kilby Hall. Hoy en día, WVAS ha crecido a 80.000 vatios y tiene una audiencia que se extiende por 18 condados, alcanzando una población total de más de 651 000 personas. En los últimos años, la estación también ha comenzado a transmitir a través de la Web, conectando a una audiencia global con la universidad.
A principios de la década de 1990 se produjo el comienzo de WAPR -FM (Radio Pública de Alabama), en la que la Universidad Estatal de Alabama y la Universidad de Troy, que ya tenían sus propias licencias de estación, cooperaron con la Universidad de Alabama en su construcción y funcionamiento. WAPR-FM 88.3—La señal de Selma llega a la región conocida coloquialmente como Cinturón Negro, alrededor de 13 condados en el centro oeste y centro de Alabama, incluida la ciudad de Montgomery.
En 2021, ASU recibió una subvención federal de $24,7 millones del Departamento de Educación de EE. UU. para ayudar a los estudiantes de las Escuelas Públicas de Montgomery a prepararse mejor para una educación superior. Esta es la subvención individual más grande en la historia de la institución.

### Lista de rectores
(Excluidos los rectores) 
1. 1874–1878: George N. Card
2. 1878–1915: William Burns Paterson
3. 1915–1920: John William Beverly
4. 1920–1925: George Washington Trenholm
5. 1925–1961: Harper Councill Trenholm
6. 1962–1981: Levi Watkins Sr.
7. 1981–1983: Robert L. Randolph
8. 1983–1991: Leon Howard
9. 1991–1994: Clifford C. Baker
10. 1994–2000: William Hamilton Harris
11. 2001–2008: Joe A. Lee
12. 2008–2012: William Hamilton Harris
13. 2012: Joseph H. Silver Sr.
14. 2014–2016: Gwendolyn Boyd
15. 2017–present: Quinton T. Ross Jr.

## Facultades y planes de estudio
ASU tiene ocho universidades, escuelas o divisiones que otorgan títulos:
- Facultad de Administración de Empresas
- Universidad de Educación
- Facultad de Ciencias de la Salud
- Facultad de Artes Liberales y Ciencias Sociales
- Facultad de Ciencias, Matemáticas y Tecnología
- Facultad de Artes Visuales y Escénicas
- División de Estudios Aeroespaciales
- Educación continua

El estado de Alabama ofrece 47 programas de grado, incluidos 31 de licenciatura, 11 de maestría, dos de especialista en educación y tres de doctorado, un doctorado en liderazgo, políticas y derecho educativos, un doctorado clínico en fisioterapia y un doctorado en microbiología. Además, la universidad ofrece el Programa de Honores WEB DuBois para estudiantes universitarios que cumplen con los criterios de desempeño superiores al promedio.
Debido a que el estado de Alabama ofrece solo una licenciatura en Ingeniería Biomédica e Ingeniería Mecánica, la universidad estableció una asociación de ingeniería de doble titulación con la Universidad de Auburn y la Universidad de Alabama en Birmingham (UAB), que brinda a los estudiantes calificados de ASU admisiones automáticas a los programas de pregrado de ingeniería de Auburn y UAB. Los estudiantes universitarios de ASU que completen con éxito el programa recibirán una licenciatura relacionada con STEM de ASU y una licenciatura en ingeniería de Auburn o UAB en aproximadamente cinco años.
El estado de Alabama está acreditado por la Comisión de Universidades de la Asociación de Universidades y Escuelas del Sur, la Asociación de Programas y Escuelas Universitarias de Negocios, el Consejo Nacional para la Acreditación de la Formación Docente, la Asociación Nacional de Escuelas de Música, la Asociación Nacional de Directores de Educación y Certificación de Maestros, el Consejo de Acreditación de Terapia Ocupacional, la Comisión de Acreditación de Programas Aliados de Educación para la Salud, la Comisión de Acreditación para la Educación en Informática y Gestión de la Información de la Salud (CAHIIM, la Asociación Nacional de Escuelas de Teatro (NAST) y el Consejo de Educación en Trabajo Social 

### Centros de investigación
- Centro de Investigación en Nanobiotecnología
- Infraestructura de investigación e instituciones minoritarias
- Centro de Liderazgo y Políticas Públicas
- Instituto de Asia Oriental para la Investigación y la Cultura Empresarial
- Centro de desarrollo de investigaciones económicas urbanas
- Centro Nacional para el Estudio de los Derechos Civiles y la Cultura Afroamericana

## Instalaciones

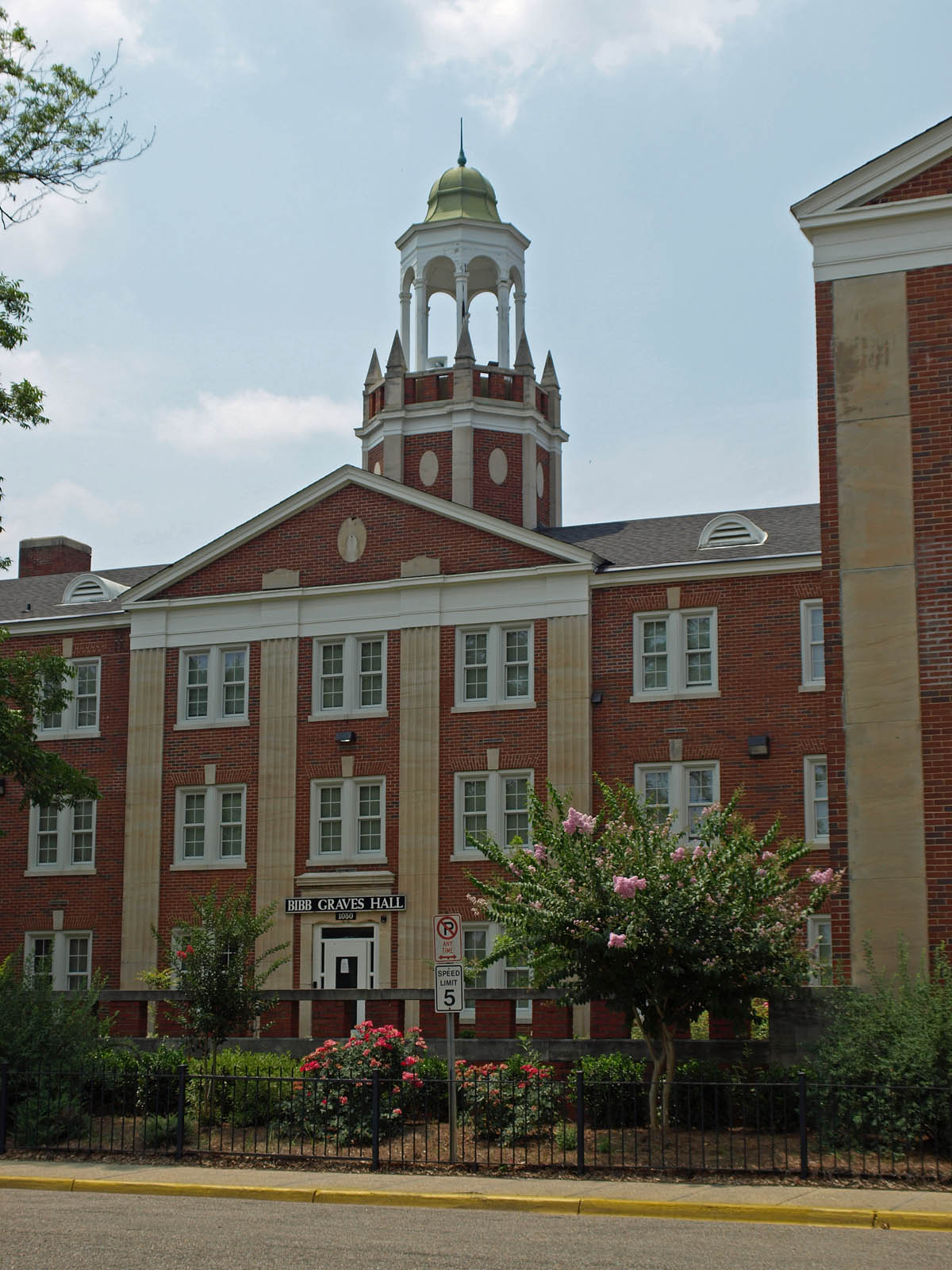
Edificio del campus de asu

El campus urbano de ASU, de 172 acres (0,70 km2), tiene edificios de aulas de ladrillo rojo de estilo georgiano y estructuras arquitectónicamente contemporáneas. Entre otras, las merece la pena citar el ASU Acadome, una instalación académica y deportiva de última generación, con capacidad para 7 400 personas; el Levi Watkins Learning Center, una estructura de ladrillo de cinco pisos que alberga más de 267 000 volúmenes; el moderno Centro de Ciencias de la Salud John L. Buskey, que es una instalación de 80 000 pies cuadrados (7.400 m²) que alberga aulas, oficinas, una clínica interdisciplinaria, tres laboratorios de rehabilitación terapéutica, un Laboratorio de Anatomía, un Laboratorio de Análisis del Movimiento Humano (LAHM), un Laboratorio de Salud de la Mujer/Cardiopulmonar y un Laboratorio de computación de ciencias de la salud; y la WVAS-FM 90.7, la estación de radio pública operada por la universidad, de 80 000 vatios.

## Vida estudiantil
En la Universidad Estatal de Alabama estudian casi 6 000 estudiantes de más de 40 estados y más de 20 países. Aproximadamente el 40% del alumnado proviene de fuera de Alabama.

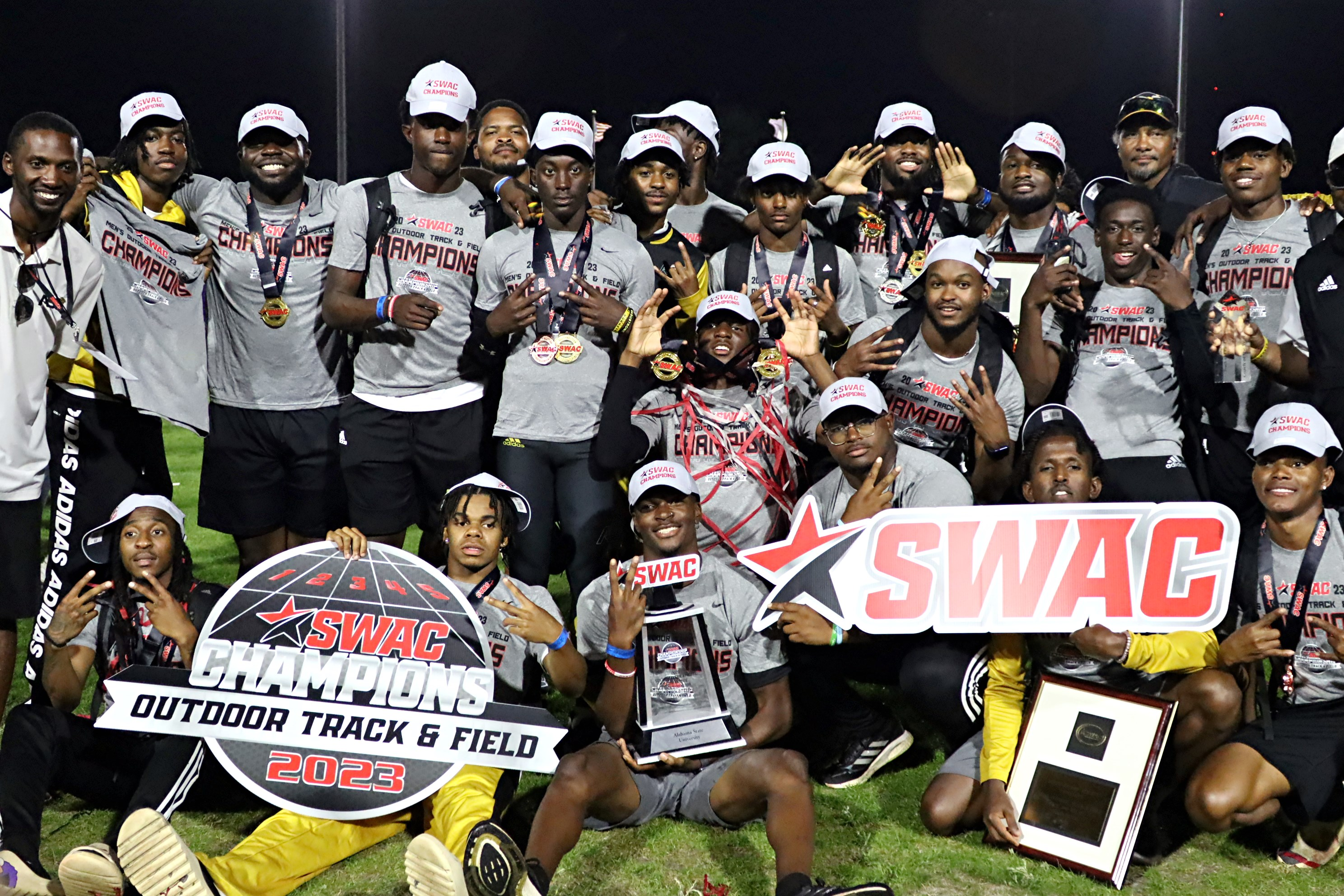
El equipo de atletismo al aire libre de los Hornets celebra una victoria en el Campeonato de Atletismo al Aire Libre SWAC 2023.

El Departamento de Atletismo de la Universidad Estatal de Alabama patrocina actualmente fútbol interuniversitario masculino, béisbol, baloncesto, golf, tenis, atletismo y porristas, junto con baloncesto, fútbol, sóftbol, bolos, tenis, atletismo, voleibol, golf y porristas interuniversitarios femeninos. Los equipos deportivos participan en la División I de la National Collegiate Athletic Association (NCAA) (FCS – Subdivisión del campeonato de fútbol americano) en la Southwestern Athletic Conference (SWAC), a la que se unió en 1982. Los colores de la universidad son el negro y el oro viejo y sus equipos deportivos se conocen como los Hornets.

### Los poderosos avispones en marcha

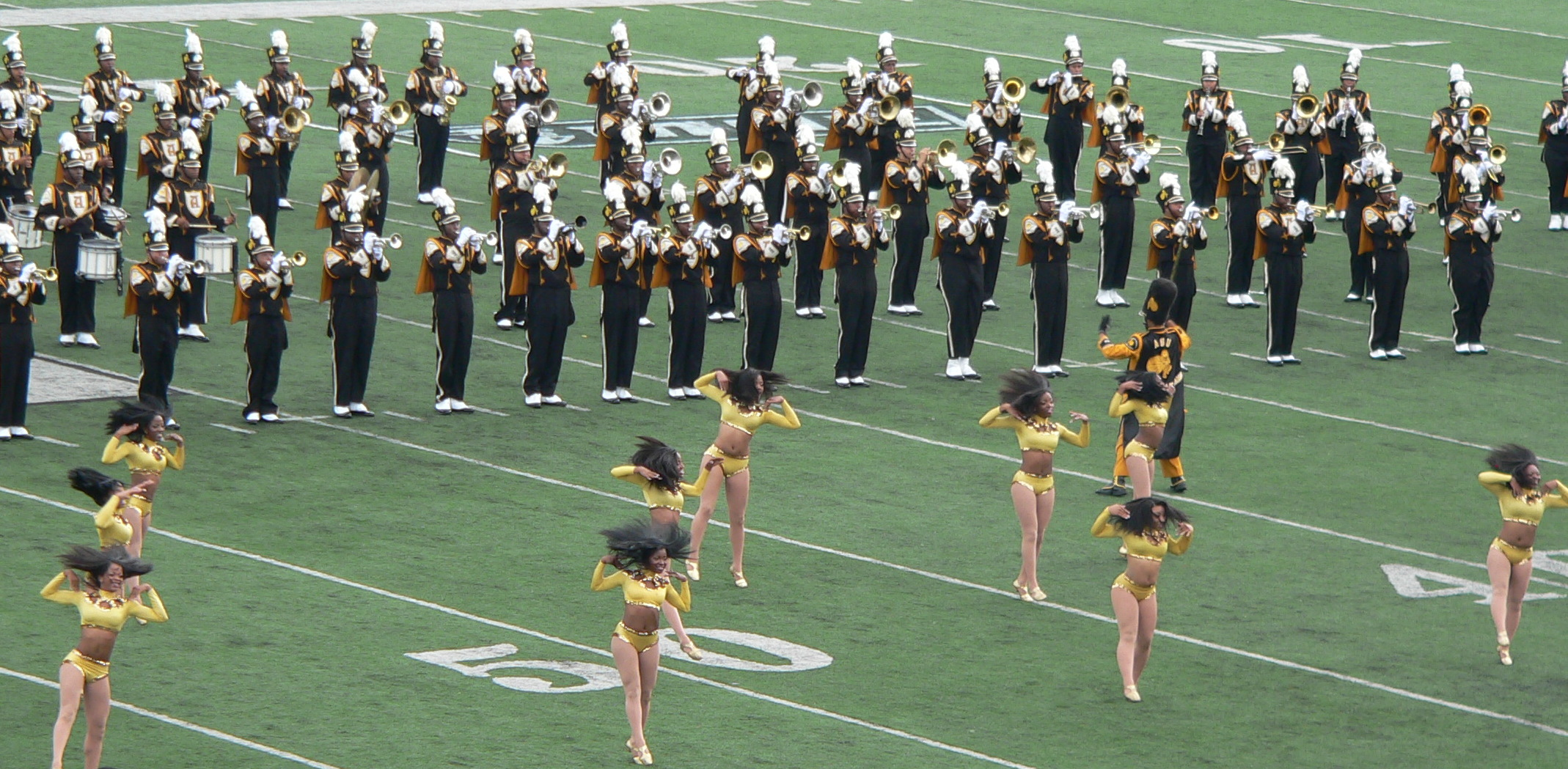
Los poderosos avispones en marcha y los sensacionales aguijones

La banda de música del estado de Alabama se conoce oficialmente como "The Mighty Marching Hornets". La banda ha sido invitada varias veces a la Batalla de Bandas de Honda y ha sido reconocida a nivel nacional. Los Mighty Marching Hornets aparecieron en la serie documental Bama State Style, que siguió la vida de los estudiantes de la banda. En 2016, The Mighty Marching Hornets apareció en la película de Ang Lee Billy Lynn's Long Halftime Walk. En 2017, la actuación de medio tiempo de la banda en 2012 en el Magic City Classic obtuvo más de tres millones de visitas en YouTube. La banda actuó en el Rose Parade 2019 en Pasadena, California, el día de Año Nuevo. En 2023, el estado de Alabama se convirtió en la primera HBCU en albergar la Batalla de Bandas anual de Honda. La banda está tradicionalmente dirigida por cuatro o cinco bateristas mayores. La banda actúa en la mayoría de los partidos de fútbol, todos los partidos de baloncesto en casa de SWAC y otros eventos especiales.
El auxiliar destacado es "The Sensational Stingettes", una línea de baile que debutó en 1977. Fueron invitados a aparecer en el video musical "Give It 2 U" y a una presentación televisada en vivo con los artistas Robin Thicke, Kendrick Lamar y 2 Chainz. Además, se mostraron en el especial de Netflix de Beyonce "HΘMΣCΘMING: A film by Beyonce".
El auxiliar agregado más recientemente es "The Honey-Beez", una línea de baile compuesta únicamente por mujeres jóvenes de talla grande que debutó en 2004. En 2017, fueron seleccionados para mostrar sus talentos y competir en America's Got Talent. En 2020, protagonizaron una docuserie en Snapchat.

### Los universitarios del estado de Bama
Los Bama State Collegians es una orquesta de jazz big band patrocinada por la Universidad Estatal de Alabama. En la década de 1930, el conjunto fue dirigido por el destacado trompetista de jazz Erskine Hawkins, miembro del Salón de la Fama del Jazz de Alabama y del Salón de la Fama de la Música de Alabama. Después de mudarse a la ciudad de Nueva York, los Collegians, dirigidos por Hawkins, se convirtieron en la Orquesta Erskine Hawkins y produjeron una serie de discos de éxito nacional, incluidos "Tuxe Junction", "After Hours", "Tipin' In" y otros. La canción "Tuxedo Junction", con sus grabaciones de Hawkins y la Glenn Miller Orchestra, se convirtió en uno de los himnos de la Segunda Guerra Mundial. En 2011, la historia de Hawkins y su inicio en los Bama State Collegians fue el tema de una película de tesis de maestría en Bellas Artes de la Escuela de Cine de la Universidad Estatal de Florida, The Collegians, escrita y dirigida por el exalumno de la Universidad Estatal de Alabama, Bryan Lewis.

### Publicaciones estudiantiles
Los estudiantes cuentan con dos publicaciones de medios, The Hornet Tribune (periódico estudiantil) y The Hornet (el anuario estudiantil).

## Otras lecturas
- Bond, Horace Mann (1969). Negro Education in Alabama A Study in Cotton and Steel. New York: Octagon Books.
- Caver, Joseph (1982). A Twenty-Year History of Alabama State University, 1867–1887." Master's thesis. Alabama State University.
- Knight v. Alabama, 933 F.2D. 1991.
- United States v. Alabama, 828 F.2D 1532. 11th Cir. 1987.
- Watkins, Levi (1987). Fighting Hard: The Alabama State University Experience. Detroit, Mich.: Harlo Press.
- Karl E. Westhauser; Elaine M. Smith; Jennifer A. Fremlin, eds. (2005). Creating Community: Life and Learning at Montgomery's Black University. Tuscaloosa: University of Alabama Press.